# Champillon
Champillon é uma comuna francesa na região administrativa do Grande Leste, no departamento de Marne. Estende-se por uma área de 1.46 km², e possui 509 habitantes, segundo o censo de 2018, com uma densidade de 350 hab/km².